# Púnics
|  | Per a altres significats, vegeu «Púnic (desambiguació)». |

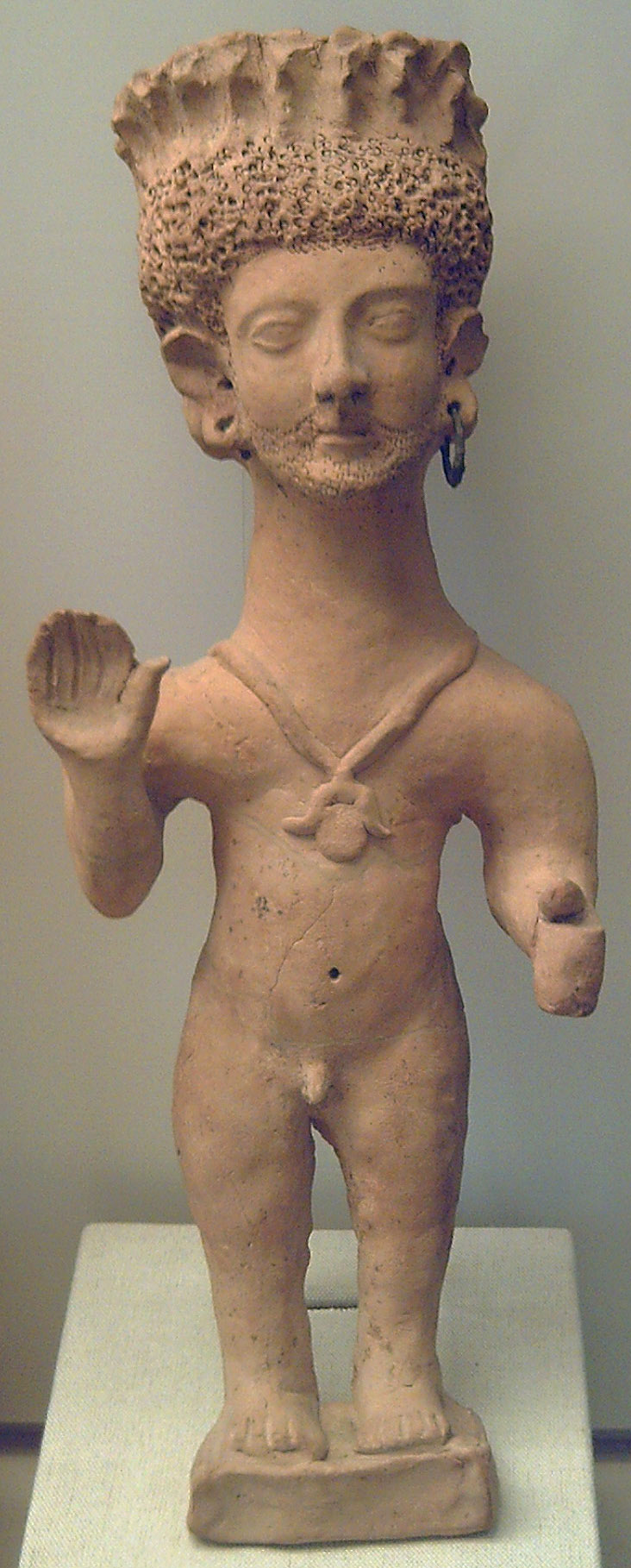
Figura de terracota trobada a la Necròpoli del Puig dels Molins, a Eivissa.

Els púnics o cartaginesos foren un poble de la Mediterrània Occidental que té els orígens en l'expansió colonial fenícia cap a occident. Incloïa els habitants de Cartago, la principal colònia fenícia occidental, i tots els assentaments fenicis de la Mediterrània Occidental, que acabaren dins l'òrbita política i cultural cartaginesa (l'Imperi Cartaginès): de tota la costa nord-africana i la costa meridional de la península Ibèrica fins a Malta i Sicília occidental, inclosos diversos enclavaments a Sardenya i l'illa d'Eivissa. Els cartaginesos parlaven púnic, una llengua semítica considerada un dialecte del fenici.
Els primers fenicis arribaren a la Mediterrània Occidental el segle xii aC, i hi establiren colònies que formaren part les xarxes comercials de les ciutats fenícies de Tir i Sidó. Per bé que sempre es mantengueren els lligams culturals i comercials amb Fenícia, també tengueren influències i relacions amb altres pobles de la Mediterrània, i així desenvoluparen trets culturals que els diferenciaren dels fenicis orientals.
Els fenicis occidentals s'organitzaren entorn de gran nombre de ciutats estat la més important de les quals fou Cartago, la qual, no obstant això, no s'erigí en la ciutat més important de la zona fins al segle v aC, tot formant l'Imperi Cartaginès, i cobrà poder sobre la resta de comunitats púniques al llarg del segle iv aC, per bé que no assolí l'hegemonia fins al segle iii aC. Dins aquest mateix segle, el conflicte amb els romans (les guerres púniques) per l'hegemonia política a la Mediterrània Occidental decantà la balança a favor dels itàlics, que esborraren l'Imperi Cartaginès del mapa polític el 146 aC, després de la destrucció de Cartago al final de la Tercera Guerra Púnica. Tot i la desfeta política, la cultura púnica pervisqué al llarg dels segles, i llur llengua va sobreviure fins a l'Antiguitat Tardana.

## Terminologia
El terme púnic prové del llatí Punicus ('relatiu o pertanyent als púnics'), derivat de Poenus ('púnic'); al seu torn, el terme prové del grec Φοῖνιξ 'fenici', que també servia per referir-se als púnics. Però, atesa la centralitat de Cartago dins el món cultural púnic, sobretot a partir del segle iv aC, el terme Carthaginensis (en grec antic: Καρχηδόνιος) 'habitant de Cartago' s'estengué com a sinònim de Poenus, de sens una mica més ample. Els historiadors moderns se serveixen dels dos termes indistintament, per bé que si hom vol parlar amb més precisió cartaginès es reserva per allò que fa referència més concretament a la ciutat estat i els seus dominis polítics, mentre que púnic en àmbits més culturals o no forçosament circumscrits a l'Imperi Cartaginès.
En canvi, el terme que utilitzaven els mateixos púnics com a endònim és desconegut. La terra de Fenícia s'anomenava Pūt en feníciopúnic, i els seus habitants, Pōnnim. Hom ha suggerit que se servissin del mateix terme grec Φοῖνιξ adaptat de qualque manera, o bé una variació de canaanites, però en qualsevol cas no hi ha proves per concloure res.

## Història
Els púnics foren un poble semita que té el seu origen en l'establiment dels fenicis en colònies a la Mediterrània Occidental els primers anys del primer mil·lenni aC.
Els fenicis s'establiren a la costa de Síria central el tercer mil·lenni aC, i, atesa l'aridesa de la zona, es dedicaren al comerç marítim organitzats en ciutats estat com ara Tir, Biblos o Sidó. Sotmesos sovint pels pobles veïns, la crisi a la Mediterrània Occidental vers el 1200 aC, relacionada amb els anomenats pobles de la mar, els alliberà del jou i començà una època de prosperitat i expansió colonial, establint factories comercials i colònies per tota la Mediterrània. Cap al segle x aC ja sovintejaven la Mediterrània Occidental, i el segle ix aC començaren a establir colònies al nord d'Àfrica i el sud de la península ibèrica, d'on comerciaven per l'Atlàntic amb les Illes Britàniques i la costa africana.
El segle ix aC es fundaren les primeres colònies fenícies a la Mediterrània Occidental, entre les quals Cartago (el 813, segons Plini, míticament per obra de la reina Dido, princesa de Tir i amant del troià Enees). A partir del segle vii aC les colònies fenícies d'occident començaren a adquirir certa independència de les metròpolis, i d'entre totes començà a destacar Cartago, que el segle vi aC començà a estendre el seu radi d'acció i influència sobre altres enclavaments fenicis de la zona, com ara Sicília i Sardenya, i començà a fundar colònies pròpies, com ara a Eivissa, el 654 aC segons la tradició. Per bé que la distinció entre allò que és fenici i allò que és púnic no fou mai clara, car no s'arribaren a diferenciar mai prou (i, de fet, el fenici i el púnic són tractats com una mateixa llengua), amb el temps començaren a actuar com una unitat política, sobretot a mesura que els fenicis, a l'orient, començaren a entrar en decadència i els contactes deixaren de ser tan intensos. Cap al segle vi aC ja eren una potència militar i comercial important.

## Antroponímia
Els costums onomàstics dels púnics eren semblants als dels fenicis, en tant que en descendien. Les persones tenien un sol nom, que era compost de dues arrels i, habitualment, eren dedicacions a una divinitat i desitjos envers l'infant. Això provocava que hi havia molta de confusió entre personatges del mateix nom, sobretot perquè els noms de família no existien. Així, pels estudiosos de la història antiga sovint és complicat distingir entre personatges del mateix nom i la mateixa època.
Els noms més habituals entre els cartaginesos dels segles iv-ii aC foren:
- Adhèrbal; en púnic, 𐤀𐤃𐤓𐤁𐤏𐤋 (’drb‘l, 'Baal és poderós'); grec antic: Ἀτάρβας (Atarbas)
- Bomílcar; en púnic, 𐤁𐤃𐤌𐤋𐤒𐤓𐤕 (bdmlqrt, 'per la mà de Melcart'); grec antic: Βοδμίλκας (Bodmilcas; Polibi), Βομίλκας (Bomilcas; Polibi) o Βορμίλκας (Bormilcas; Diodor)
- Bòstar; en púnic, 𐤁𐤃𐤏𐤔𐤕𐤓𐤕 (bd‘štrt, 'per la mà d'Astarte'); grec antic: Βώσταρ (Bôstar), Βοδόστωρ (Bodòstōr) en Diodor
- Cartaló; en púnic, 𐤒𐤓𐤕𐤇𐤋𐤑 (qrtḥlṣ, 'salvat per Melcart', o bé relacionat amb qart 'ciutat'); grec antic: Καρθάλων (Karthálōn)
- Giscó; en púnic, 𐤂𐤓𐤎𐤊𐤍 (grskn, 'protegit de Sakkun (en)'); grec antic: Γέσκων (Gèscōn) o Γíσκων (Gíscōn)
- Hamílcar; en púnic, 𐤇𐤌𐤋𐤊 (ḥmlk, 'el rei és graciós'), o bé 𐤇𐤌𐤋𐤒𐤓𐤕 (ḥmlqrt, 'Melcart és graciós'); grec antic: Ἀμίλκας (Amilcas)
- Hanníbal; en púnic, 𐤇𐤍𐤁𐤏𐤋 (ḥnb‘l, 'Baal és graciós'); grec antic: Ἀννίβας (Annibas)
- Hannó; en púnic, 𐤇𐤍𐤀 (ḥn’, 'gràcia'); grec antic: Ἄννων (Ànnōn)
- Hasdrúbal; en púnic, 𐤏𐤆𐤓𐤁𐤏𐤋 (‘zrb‘l, 'Baal és ajuda'); grec antic: Ἀσδρούβας (Asdrubas)
- Himilcó; en púnic, 𐤇𐤌𐤋𐤊𐤕 (ḥmlkt, 'germà de la reina, de la deessa'); grec antic: Ἰμίλκων (Imílcōn)
- Magó; en púnic, 𐤌𐤂𐤍 (mgn, 'present, do'); grec antic: Μάγων (Màgōn)
- Mahàrbal; en púnic, 𐤌𐤄𐤓𐤁𐤏𐤋 (mhrb‘l, 'reverència de Baal'); grec antic: Μαάρβας (Maarbas)